# Eco dumping
Eco dumping Je forma dumpingu, při které dochází k exportu ze země s novými, či hůře vymáhanými zákony na ochranu životního prostředí. Jelikož dodržování těchto zákonů obvykle zvyšuje výrobní cenu zboží, bývá proto jeho dovoz pro importující zemi mnohem levnější, nežli výroba stejného zboží na domácí půdě. Exportér pak díky takovému jednání značně vydělává. Nejen že má takováto činnost negativní dopad na životní prostředí obecně (nehledě na etickou stránku věci), ale v ohrožení jsou i domácí výrobci daného zboží v importující zemi. Mnoho vlád se pak tomuto snaží zabránit zaváděním obchodních bariér a cel.

## Dumping
Dumping je následkem nadvýroby. Jedná se o jev, při kterém se zboží vyváží do zahraničí, kde se prodává za nižší cenu než v zemi výroby. Subjekt, který využívá slabých nebo zcela chybějících environmentálních regulací v zemi výroby, tak aby posílil svoji konkurenceschopnost se pak účastní tzv. eco-dumpingu.

## Původ
Eco-dumping, a jeho protipól anti-dumping, vyvstaly jakožto nové hrozby ohrožující liberalizaci tržního prostoru Světové obchodní organizace (WTO). S tím jak se trh v 90. letech více soustředil i na environmentální stránku produkce zboží, mnoho rozvinutých zemí volalo po sjednocení pravidel, harmonizaci environmentálních standardů a nastolení a dodržování zásad spravedlivého obchodu. Naopak rozvojové země, jejichž ekonomiky často spoléhají na produkci pramenící z prostředí zatěžujících odvětví průmyslu mohou anti-dumping vnímat jako skrytou formu netarifních ekonomických bariér.  Dohled nad plněním těchto zásad má za cíl hnutí Fair-trade.